# Phlugis poecila
Phlugis poecila är en insektsart som beskrevs av Morgan Hebard 1927. Phlugis poecila ingår i släktet Phlugis och familjen vårtbitare. Inga underarter finns listade i Catalogue of Life.